# Catch a Fire (film)
Catch a Fire è un film del 2006 diretto da Phillip Noyce, basato sulla storia vera dell'attivista politico sudafricano Patrick Chamusso, scritto da Shawn Slovo, figlia di Joe Slovo e Ruth First, che furono tra i leader del movimento anti-apartheid e del Partito Comunista Sudafricano e figurano come personaggi secondari del film.
Il titolo è tratto dall'album del 1973 di Bob Marley & The Wailers.

## Trama
Sudafrica, primi anni ottanta, nel pieno dell'apartheid. Il giovane operaio Patrick Chamusso trascorre un'esistenza tranquilla, dedita interamente alla moglie Precious, alle due figlie e ai ragazzini della squadra di calcio di cui è allenatore. Benché sia del tutto estraneo all'attività politica, quando la raffineria presso cui lavora è bersaglio di un attentato viene prelevato dall'Antiterrorismo insieme ad altri operai e viene torturato per fargli confessare l'appartenenza all'African National Congress e il coinvolgimento nell'azione terroristica.
Poiché non fornisce un alibi convincente, attira l'attenzione particolare dell'agente Nic Vos che, malgrado l'aspetto e i modi gentili, è disposto ad utilizzare i metodi più spietati per ottenere una confessione. Quando scopre che perfino la moglie è stata imprigionata e vittima di torture, Patrick arriva a dichiararsi colpevole del crimine che non ha commesso, pur di mettere fine alle sofferenze per la sua famiglia, ma Vos, ormai convinto della sua innocenza, lo fa rilasciare.
Patrick, radicalmente segnato dall'esperienza subita, decide di agire direttamente contro simili ingiustizie e, lasciato il Sudafrica, si unisce all'Umkhonto we Sizwe, il braccio armato dell'African National Congress, diventando esattamente quello che era stato accusato di essere. Dopo essersi addestrato in Mozambico e Angola, ritorna clandestinamente in patria per compiere un attentato proprio alla raffineria che conosce così bene. Ma il suo arrivo e l'obiettivo della sua missione sono ben noti alle forze dell'ordine sudafricane che riescono a sventare in buona parte il sabotaggio ed arrestarlo, con l'aiuto della stessa Precious, caduta per la gelosia invece che per le torture.
Condannato a 24 anni di prigione e detenuto a Robben Island, insieme fra gli altri a Nelson Mandela, Patrick viene rilasciato nel 1990 con l'abolizione dell'apartheid. Nel corso degli anni è riuscito a perdonare Precious e, quando si imbatte in Vos, da solo, sulla riva di un fiume, rinuncia alla vendetta per lasciarsi il passato alla spalle ed essere finalmente libero.

## Cast
- Il vero Patrick Chamusso appare nel finale del film per sostenere la scelta di rinunciare ad ogni violenza e vendetta personale per conquistare una vera libertà ed evitare un conflitto protratto per generazioni malgrado la fine dell'apartheid. Racconta inoltre di come la sua vita sia ora dedicata alla gestione di un centro che ospita decine di orfani.
- Robyn Slovo, produttrice del film e sorella della sceneggiatrice, appare in un cameo familiare nel ruolo della madre Ruth First.

## Distribuzione
Presentato al 27º Festival del Cinema Africano di Verona, in Italia il film non è stato distribuito nelle sale cinematografiche, ma direttamente in DVD da Universal Pictures.

## Critica
Il film ha ottenuto una valutazione del 75% su Rotten Tomatoes (100 recensioni positive su 133) e di 62/100 su Metacritic (sulla base di 32 recensioni).